# Франк Швица
Франк Швица (нем. Franken) — денежная единица швейцарского кантона Швиц в 1810—1850 годах. Франк = 10 батценов = 100 раппенов = 200 ангстеров.

## История
В 1798 году, после образования Гельветической республики, кантон Швиц прекратил чеканку собственных монет. Чеканка была возобновлена в 1810 году, начат выпуск монет в ангстерах, раппенах и батценах. В 1844 году незначительным тиражом (50 экземпляров) в качестве торговой монеты были выпущены золотые дукаты.
Конституция Швейцарии, принятая в 1848 году, устанавливала исключительное право федерального правительства на чеканку монеты. К этому времени монеты кантона уже не выпускались, их чеканка была прекращена в 1846 году. 7 мая 1850 года был принят федеральный закон о чеканке монет, в том же году начата чеканка швейцарских монет.
Банки кантона в 1810—1889 годах банкноты не выпускали. В 1890 году был основан Kantonalbank Schwyz, выпускавший банкноты в 1890—1910 годах.

## Монеты
Чеканились монеты:
- медные: 1 ангстер, 1 раппен;
- биллонные: 2 раппена, 2⁄3, 2 батцена;
- серебряные: 4 батцена;
- золотые: дукат[3].